# 1,1'-二庚基-4,4'-联吡啶𬭩二溴化物
1,1'-二庚基-4,4'-联吡啶𬭩二溴化物是一种有机化合物，化学式为C24H38Br2N2，可由4,4'-联吡啶和1-溴庚烷在乙腈中反应制得。它可用于制备1,1'-二庚基-4,4'-联吡啶𬭩的六氟磷酸盐以及电致变色研究。